# Campo San Polo
Campo San Polo è il più grande campo di Venezia, secondo, per ampiezza, solo a piazza San Marco. Il nome deriva dalla chiesa di San Polo (San Paolo) che sorge nell'angolo sudoccidentale rivolgendogli l'abside.

Inizialmente venne destinato alle coltivazioni e a pascoli. Nel 1493 venne interamente pavimentato e venne sistemato il pozzo al centro del campo. Dopo la pavimentazione venne utilizzato come luogo di mercati, fiere e grandi riunioni.

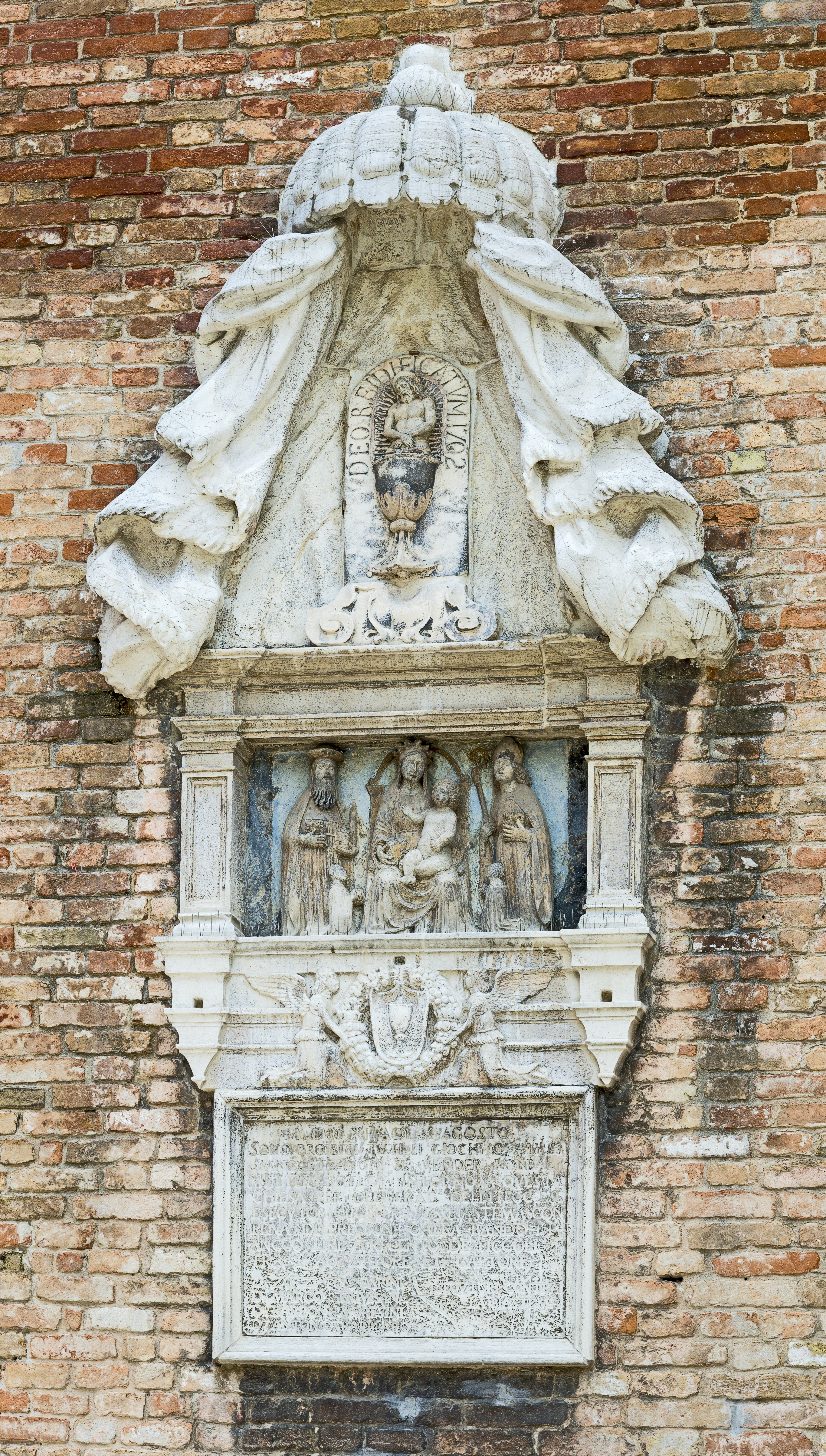
La targa del divieto di giochi al di sotto delle insegne della Scuola del Santissimo Sacramento, sul muro dell'absidiola destra della chiesa.

La sua importanza crebbe a tal punto che attorno al Seicento i mercatini dei poveri, che fino ad allora si tenevano in Piazza San Marco, vennero spostati proprio a San Polo. Rimase però sempre meno importante dei grandi Mercati di Rialto che vedevano mercanti di tutto il mondo.
Dunque pian piano campo S. Polo si creò un'identità ludica, infatti era teatro di feste pubbliche, giochi, come ad esempio il gioco della palla e della caccia al toro. Questa situazione divenne insopportabile finché, nel 1611, vennero vietati nel campo tutti i tipi di giochi e la vendita di mercanzie. Tutto questo è testimoniato da una targa ancora visibile all'esterno della chiesa.
Secondo la teoria dell'origine romana di Venezia, campo San Polo sarebbe stato l'arena della città romana, pian piano demolita per ricavarne materiale da costruzione.
Nel 1548 vi venne assassinato Lorenzino de' Medici, pugnalato da due assassini al servizio di Cosimo I
Sul campo si affacciano edifici molto prestigiosi:
- Palazzo Maffetti Tiepolo
- Palazzo Soranzo
- Palazzo Donà
- Palazzo Corner Mocenigo

Nella grande casa di famiglia prospiciente il campo nacque Franco Basaglia, psichiatra ispiratore della legge 180 che determinò la chiusura dei manicomi in Italia.